# Russische Nationalhymne
Russische bzw. sowjetische Nationalhymnen waren oder sind:
| 1791–1816 | inoffiziell Grom Pobedy, Rasdawaisja! (Гром победы, раздавайся) – Lasst den Ruf des Siegs ertönen                                                        |
| 1816–1833 | Molitwa Russkich (Молитва русских) – Gebet der Russen |
| 1833–1917 | Bosche, Zarja chrani! (Боже, Царя храни) – Gott schütze den Zaren, auch: Гимн Российской империи (Gimn Rossijskoi Imperii, Hymne des Russischen Reiches) |
| 1917      | Otretschomsja ot starowo mira (Отречёмся от старого мира) – Lasst uns die alte Welt verdammen                                                            |
| 1922–1944 | Die Internationale (Интернационал, Internazional) |
| 1944–1991 | Hymne der Sowjetunion (Gimn Sowjetskowo Sojusa), eigentlich Государственный гимн СССР (Gossudarstwenny gimn SSSR, Staatshymne der UdSSR)                 |
| 1991–2000 | Patriotisches Lied (Патриотическая песня, Patriotitscheskaja Pesnja)                                                                                     |
| seit 2000 | Hymne der Russischen Föderation (Гимн Российской федерации, Gimn Rossijskoi Federazii)                                                                   |